# Artéria corióidea anterior
A artéria corióidea anterior se origina da artéria carótida interna, embora raramente se origine da artéria cerebral média.
A artéria corióidea anterior vasculariza muitas estruturas no cérebro:
- plexo coroide do ventrículo lateral e terceiro ventrículo
- quiasma óptico e trato óptico
- cápsula interna
- corpo geniculado lateral
- globo pálido
- cauda do núcleo caudado
- hipocampo
- amígdala
- substância negra
- núcleo rubro
- pedúnculo cerebral